# Зоричи (дворянский род)
Зоричи (серб. Зорићи) — русские дворяне сербского происхождения (переехали в Россию в 1750-х годах).
На службе Российской империи известны следующие Зоричи:
- Зорич, Максим Фёдорович (1719—1775) — генерал-лейтенант, первый командир Изюмского гусарского полка.
- Зорич, Семён Гаврилович (1743—1799) (усыновленный двоюродный племянник предыдущего) — генерал-лейтенант, один из фаворитов императрицы Екатерины II, основатель Шкловского благородного училища.

## Описание герба
Щит четверочастный. В 1-м золотом поле летящая влево стрела с распростёртыми крыльями, всё серебряное; во 2-м лазоревом поле латная рука с поднятым мечом, между двух серебряных крыльев; в 3-м лазоревом поле скачущий рыцарь с поднятым мечом и овальным щитом с чёрным трилистным крестом; в 4-м золотом поле серебряный лев, держащий в лапах пику с двухвостым воинским значком.
Щит увенчан коронованным шлемом. Нашлемник: плюмаж из трёх серебряных страусовых перьев. Намёт: лазурь с золотым подбоем.